# Bakersfield
| Совокупная оценка  | Совокупная оценка |
| Источник           | Оценка            |
| ------------------ | ----------------- |
| Metacritic         | 80/100            |
| Оценки критиков    |                   |
| Источник           | Оценка            |
| Allmusic           | [ 2 ]             |
| Engine 145         | [ 3 ]             |
| Taste of Country   | [ 4 ]             |
| Roughstock         | [ 5 ]             |
| My Kind of Country | A+                |

Bakersfield  — тринадцатый студийный альбом американского кантри-певца Винса Гилла и гитариста Пола Франклина, изданный 30 июля 2013 года на лейбле MCA Nashville. Альбом представляет собой совместный трибьют из песен Мерла Хаггарда и Бака Оуэнса. Диск получил положительные отзывы критиков и достиг четвёртого места в американском кантри-чарте Top Country Albums.

## История
Альбом получил положительные отзывы музыкальной критики и интернет-изданий (Allmusic, Engine 145, Taste of Country, Roughstock, My Kind of Country).
Билли Дьюкс (Billy Dukes) из Taste of Country оценил альбом в 4 звезды из 5. Он утверждает, что «Гилл и Франклин работают как отточенный вокальный дуэт, где голос Франклина в виде педальной слайд-гитары», и продолжает: «Производство альбома отличается кристальной чистотой. Каждый инструмент выделяется, не выделяясь». В заключение он говорит: «В Нашвилле трудно найти двух более профессиональных и скромных музыкантов, и эти качества — наряду с высококлассной группой и отличными песнями — делают альбом очень приятным для прослушивания».
Дэрил Эддисон (Daryl Addison) из журнала Great American Country также положительно отозвался об альбоме. Эддисон утверждает, что «пара демонстрирует ощутимую химию, которая вдыхает новую жизнь в каждую из песен альбома» и «окружает себя высококлассными музыкантами». В заключение он сказал: «Эта артистическая отдача, вложенная в классические и хорошо известные песни, делает альбом живым и новым».

## Коммерческий успех
Альбом дебютировал на четвёртом месте американского кантри-чарта Top Country Albums с тиражом 11,000 копий. К февралю 2014 года тираж составил 56,000 копий в США.

## Список композиций
| №                   | Название                       | Автор(ы)                  | Длительность |
| ------------------- | ------------------------------ | ------------------------- | ------------ |
| 1.                  | «Foolin' Around»               | Harlan Howard, Buck Owens | 2:54         |
| 2.                  | «Branded Man»                  | Merle Haggard             | 3:47         |
| 3.                  | «Together Again»               | Owens                     | 3:44         |
| 4.                  | «The Bottle Let Me Down»       | Haggard                   | 3:20         |
| 5.                  | «He Don't Deserve You Anymore» | Arty Lange, Owens         | 3:44         |
| 6.                  | «I Can't Be Myself»            | Haggard                   | 3:48         |
| 7.                  | «Nobody's Fool But Yours»      | Owens                     | 2:54         |
| 8.                  | «Holding Things Together»      | Haggard                   | 6:04         |
| 9.                  | «But I Do»                     | Tommy Collins             | 3:06         |
| 10.                 | «The Fightin' Side of Me»      | Haggard                   | 3:38         |
| Общая длительность: | Общая длительность:            | Общая длительность:       | 36:59        |

## Чарты
| Чарт (2013)                       | Высшая позиция |
| --------------------------------- | -------------- |
| U.S. Billboard Top Country Albums | 4              |
| U.S. Billboard 200                | 25             |